# 세종 (맥주)

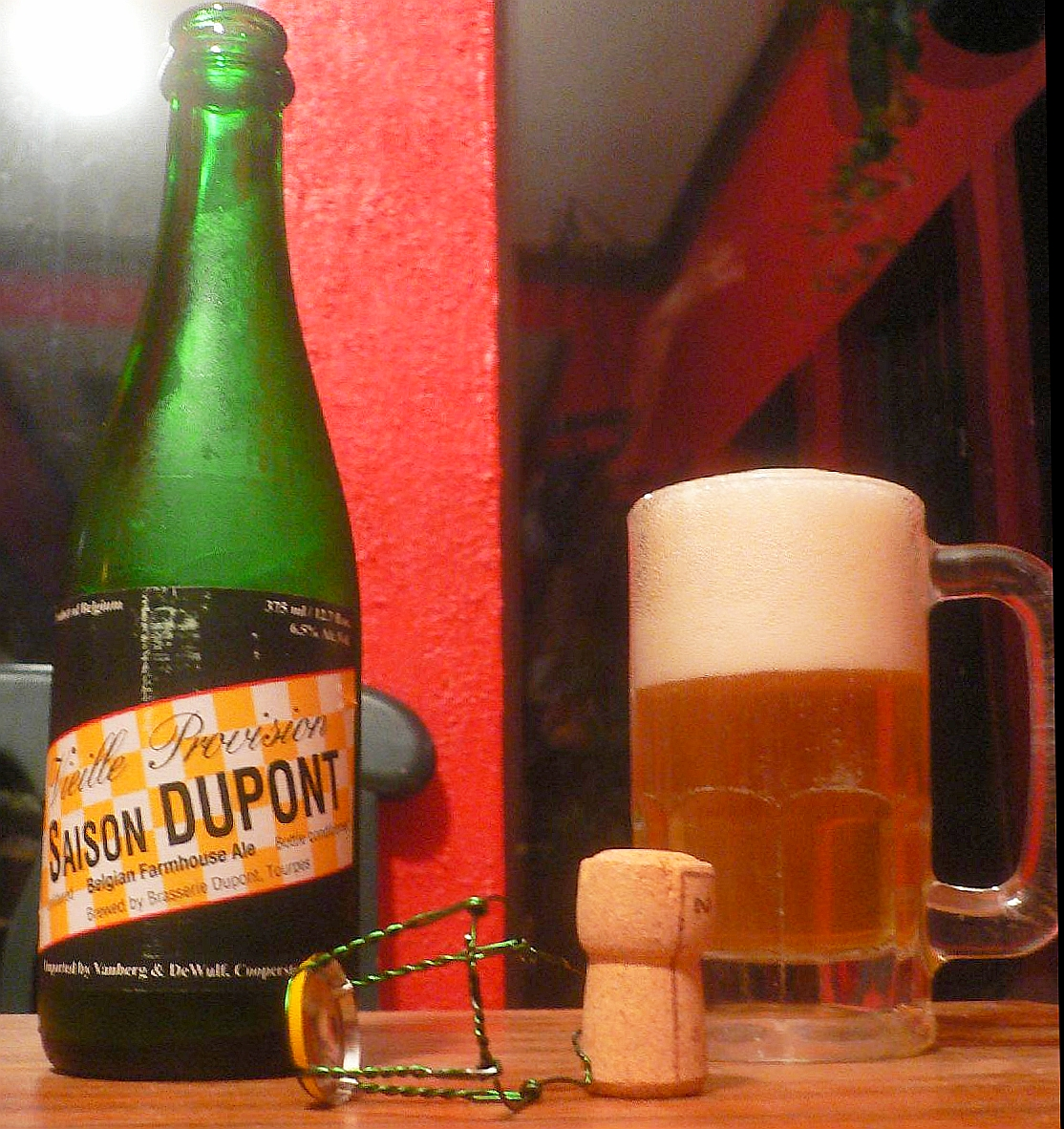
세종 맥주

세종(프랑스어: Saison, [sɛ.zɔ̃])은 7도가량의 맥주로, 탄산이 다량 함류되어 있고 과일 향이 나며 향이 강하다. 주로 병에 담겨 생산된다. 세종은 프랑스어로 "계절"을 뜻한다.

## 역사
세종은 페일 에일의 한 종류로, 날이 시원하고 농가의 일손이 적은 시기에 프랑스어를 사용하는 벨기에의 지역 중 하나인 왈롱에서 시작되었다. 세종은 주로 농번기인 여름에 마시기 위해 양조 후 저장되었다. '농가 맥주(Farmhouse Beer)'라고 불리기도 했던 세종은 현대에 들어 만들어지고 있는 세종에 비해 더 도수가 낮았다.(3도에서 3.5도가량) 세종은 20세기 초로 들어서며 4.5도에서 6.5도가량으로 올라갔다. 냉장고가 발명되기 전, 여름철에 야외에서 양조되는 방식은 일반적이었고, 이는 발효를 더 촉진시켰다. 양조가 끝난 이후, 세종 맥주는 농번기에 일하는 농부들에게 제공되기 위해 저장되었다.
역사적으로 보자면, 세종은 특정 스타일이라고 구분 지을 수 있다기보다는 농부들에 의해 만들어지는 신선한 여름용 에일이라고 볼 수 있다. 각 양조 농가에서는 그들 특유의 세종 유형을 만든다. 대부분의 상업용 세종의 예로 볼 수 있는 것들이 5도에서 8도가량이지만, 원래 세종은 더운 여름 일꾼들에게 활력을 줄 수 있을 정도의 3도에서 3.5도 정도로 생산되었다.
2005년 '세종 듀퐁(saison dupont)'이 맨스 저널에서 "세계 최고의 맥주" 타이틀을 달면서 세종 스타일에 대한 관심이 높아지기 시작했다. 현대의 세종 스타일은 일반적으로 탄산이 많이 함유되어 있고 과일향과 특유의 향이 강하며 때때로 추가적인 향을 넣는 경우가 있다.

## 구성
맥아의 종류는 세종의 색상을 결정한다. 그리고 대부분의 세종이 페일, 필스너 맥아 제조 방식 때문에 구름과 같은 질감의 금색을 띠고 있지만, 더 짙은 맥아를 사용해서 붉은 호박색을 띠는 경우도 있다. 일부 제조법에서는 밀을 사용하기도 한다. 향신료로서는 오렌지 껍질, 고수, 생강이 사용되기도 한다. 혹은 따뜻한 온도의 발효 과정에서 에스테르의 사용으로 특징적인 향을 만드는 경우도 있다.